# Długi łuk angielski

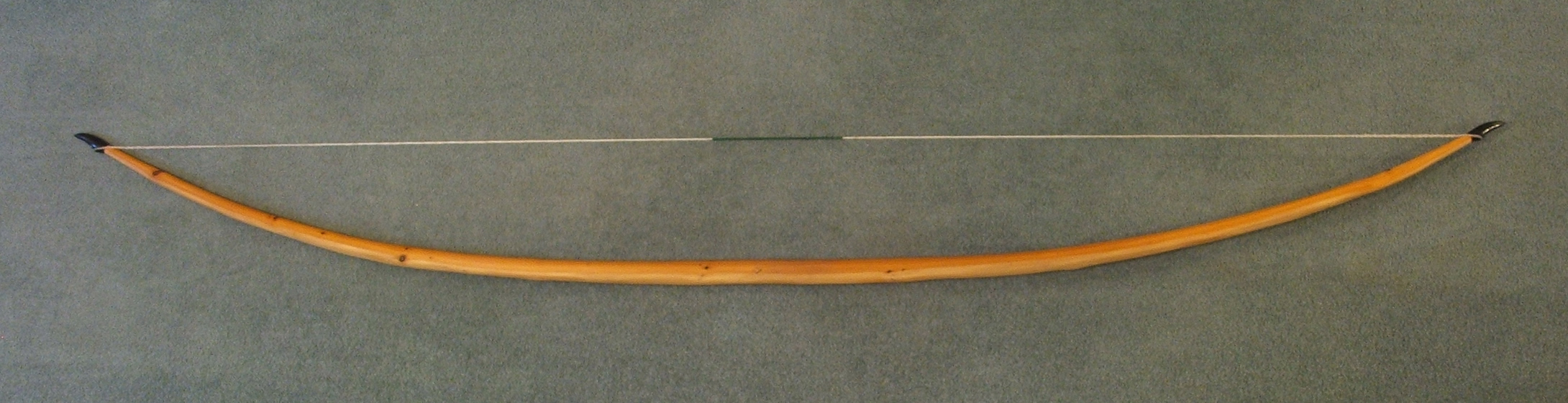
Długi łuk cisowy typu angielskiego, mierzący 2 metry długości

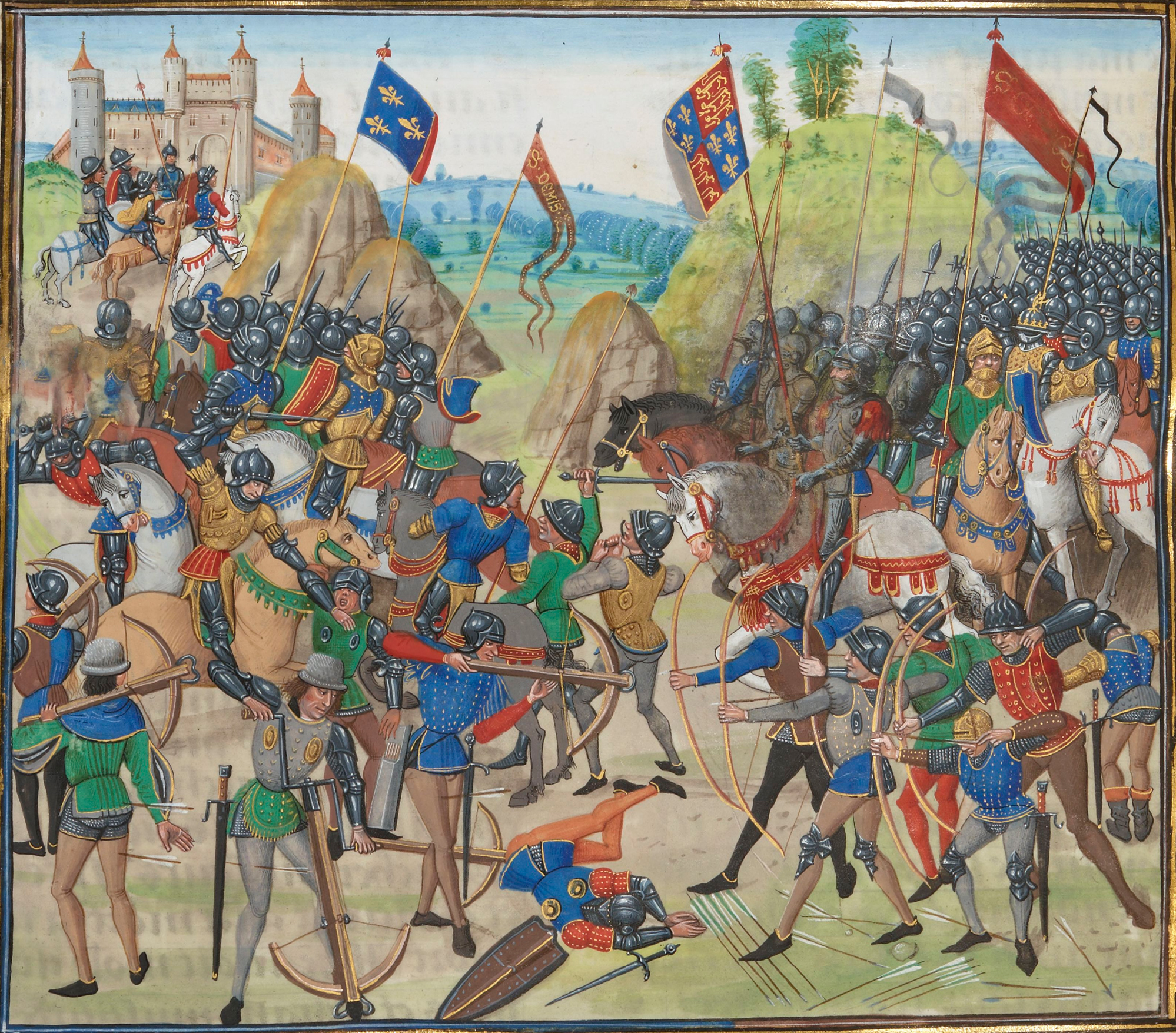
Angielscy łucznicy widoczni w prawym dolnym rogu w bitwie pod Crécy (1346)

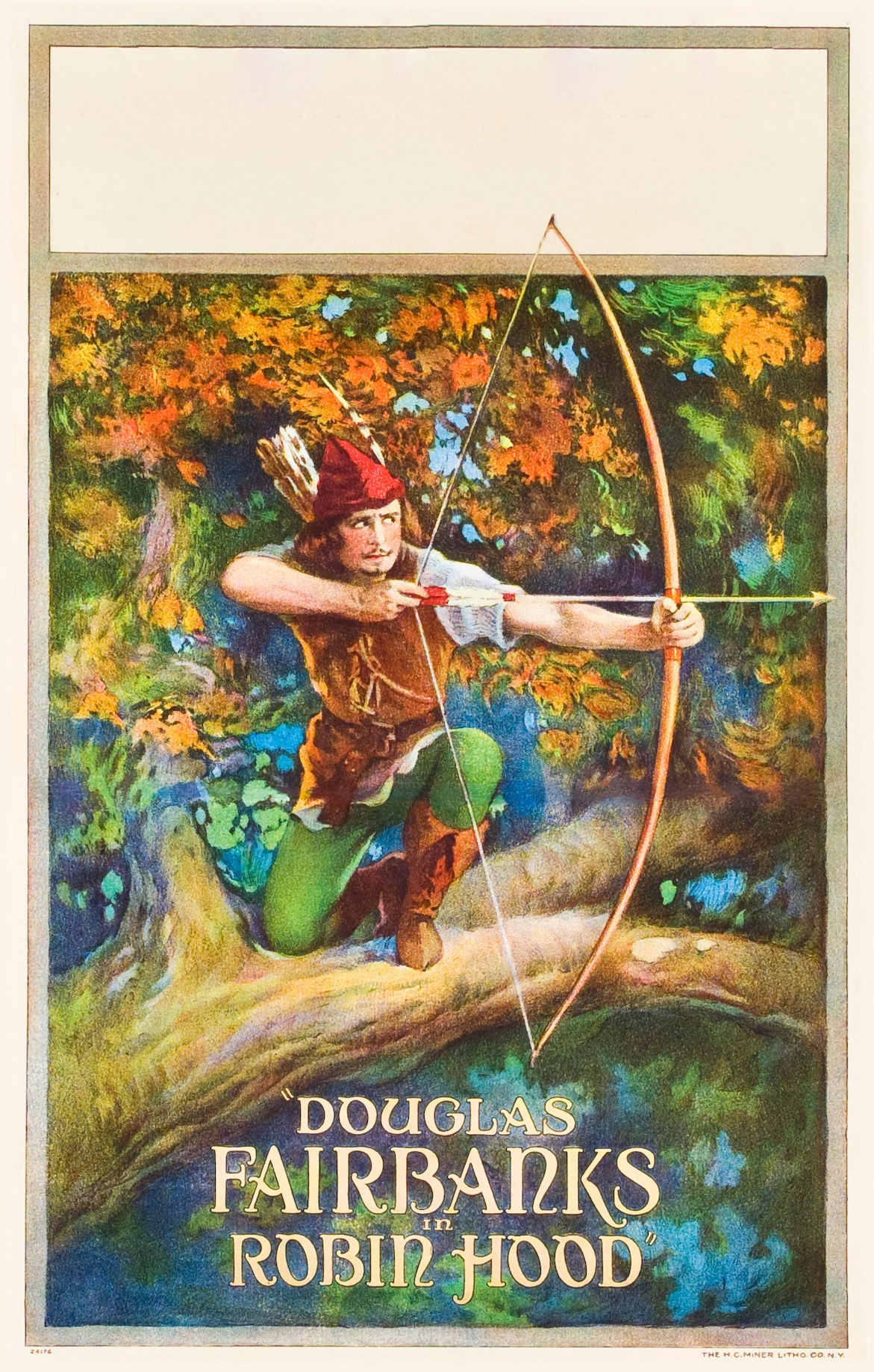
Plakat filmu Robin Hood (1922) z Douglasem Fairbanksem jako Robin Hoodem uzbrojonym w długi łuk angielski

Długi łuk angielski (ang. english longbow) – rodzaj łuku prostego wytwarzanego z jednego kawałka drewna, najczęściej cisowego. Spopularyzowanie długich łuków, obok rozwijającej się broni palnej, przyczyniło się w dużej mierze do upadku ciężkozbrojnej kawalerii. Strzała wystrzelona z długiego łuku była w stanie przebić niektóre typy zbroi płytowej, natomiast do wyeliminowania z walki ciężko opancerzonego jeźdźca często wystarczało zabicie bądź zranienie wierzchowca. Długich łuków powszechnie używano aż do początku XVI wieku. Później na polach bitewnych zaczęła dominować ręczna broń palna. Łuków oraz kusz jeszcze sporadycznie używano, lecz już nie jako podstawowej broni strzeleckiej.

## Łuk walijski
Pierwowzorem długiego łuku był łuk walijski, powszechnie używany w Walii od około VIII wieku. Już wtedy posiadał znacznie dłuższe łęczysko (około 1,8 do 2 metrów). Strzelanie z bojowego łuku walijskiego wymagało długotrwałego treningu, gdyż przeciętna dorosła osoba nie była w stanie z niego strzelać. Łuk walijski był stosowany najpierw przez oddziały łuczników walijskich, a następnie, około XII wieku rozpowszechnił się w Anglii, gdzie zaczął pełnić rolę broni plebejskiej, umożliwiającej biedocie skuteczną obronę przed rycerzami.

## Wojna stuletnia
Król Anglii Edward III, szykując się do wojny z Francją i nie mogąc zabrać na statki wystarczającej ilości koni i rycerzy, widząc skuteczność łuków walijskich zdecydował się zabrać ze sobą łuczników. Wyposażeni w długie łuki o długości około 1,83 metra okazali się bardzo skuteczni w boju. Ich użycie zadecydowało o przewadze Anglików w bitwach pod Crécy (1346), Poitiers (1356), a najbardziej w starciu pod Azincourt (1415). Po tym wydarzeniu łuk zaczął z wolna wychodzić z użycia, choć jeszcze w bitwie pod Verneuil (17 sierpnia 1424; zwanej „drugą bitwą pod Azincourt”) angielscy łucznicy zadali ciężkie straty połączonym siłom francusko-szkockim. W bitwie pod Patay (1429), nim łucznikom udało się utworzyć linie obronne, zostali całkowicie rozproszeni przez szarżę francuskiej kawalerii. Wartość bojowa łuczników, jako formacji wojskowej bardzo skutecznej w działaniach wojennych, rozsławiała łuczników angielskich, a ich groźna broń stała się znana jako długi łuk angielski.

## Budowa łuku angielskiego
Ponad 3 tysiące strzał i 137 kompletnych długich łuków zostało znalezionych na pokładzie Mary Rose, okrętu wchodzącego w skład floty króla Anglii Henryka VIII, który rozbił się u wybrzeży Portsmouth w 1545. Brak jest jednak tego typu zabytków z okresu, w którym długi łuk był bronią dominującą, czyli z lat 1250–1450. Powodem tego jest, najprawdopodobniej, natura ówczesnych łuków, które były słabszej konstrukcji. Złamane zastępowano innymi, co wykluczało możliwość przekazywania broni w rodzie z pokolenia na pokolenie. Anglicy najczęściej wykonywali swe łuki z cisu, chociaż jesion, wiąz, a także w mniejszym stopniu inne gatunki drewna były również wykorzystywane. Długość łuku angielskiego była znacznie większa od jego kontynentalnej odmiany. Podczas gdy ten ostatni rzadko miał ponad 1,2 metra, angielski osiągał długość około 2 metrów. Strzały natomiast, mierzyły nieco poniżej 1 metra.